# Jim Grandholm
James Thomas "Jim" Grandholm (nacido el 4 de octubre de 1960 en Elkhart, Indiana) es un exjugador de baloncesto estadounidense que jugó una temporada en la NBA, además de jugar en la liga francesa, la liga italiana y la liga suiza. Con 2,13 metros de estatura, jugaba en la posición de ala-pívot.

## Trayectoria deportiva

### Universidad
Jugó una temporada con los Gators de la Universidad de Florida, siendo transferido posteriormente a sus vecinos los Bulls de la Universidad del Sur de Florida, donde jugó tres temporadas más. En total promedió 9,4 puntos y 6,6 rebotes por partido, siendo elegido en sus dos últimas temporadas en el mejor quinteto de la Sun Belt Conference.

### Profesional
Fue elegido en la septuagésimo sexta posición del Draft de la NBA de 1984 por Washington Bullets, pero no fue incluido en la plantilla final, por lo que se marchó a jugar a Europa, haciéndolo en Suiza, en Francia y en Italia, promediando en este último país 18,8 puntos y 12,2 rebotes por partido.
En 1988 fue traspasado por los Bullets, que conservaban sus derechos, a los Houston Rockets a cambio de Cedric Maxwell. Tras ser despedido sin llegar a debutar, probó en los Orlando Magic, pero fichó finalmente como agente libre en 1990 por los Dallas Mavericks, donde promedió 3,0 puntos y 1,9 rebotes por partido. Acabó su carrera profesional jugando una temporada en el JDA Dijon francés.

## Estadísticas de su carrera en la NBA

### Temporada regular
| Temporada | Edad | Equipo           | Liga | Pos. | P  | TIT | MIN | TC  | TCA | %TC  | 3P  | 3PA | %3P  | TL  | TLA | %TL  | R.OF. | R.DEF. | REB | ASIS | ROB | TAP | PER | FP  | PTS |
| 1990-91   | 30   | Dallas Mavericks | NBA  | PF   | 26 | 0   | 6.5 | 1.2 | 2.2 | .517 | 0.3 | 0.7 | .529 | 0.4 | 0.8 | .476 | 0.8   | 1.2    | 1.9 | 0.3  | 0.1 | 0.3 | 0.4 | 1.3 | 3.0 |
| Total     |      |                  | NBA  |      | 26 | 0   | 6.5 | 1.2 | 2.2 | .517 | 0.3 | 0.7 | .529 | 0.4 | 0.8 | .476 | 0.8   | 1.2    | 1.9 | 0.3  | 0.1 | 0.3 | 0.4 | 1.3 | 3.0 |